# Robert Buckley
Robert Earl Buckley (født 2. maj 1981 i Los Angeles County, Californien) er en amerikansk skuespiller. Han er bedst kendt for sine roller i Lipstick Jungle og Privileged. Han medvirker i den syvende sæson af One Tree Hill, hvor han i rollen som Clayton bliver en af seriens regulære roller. Han medvirker også i filmen Flirting with forty(2008), hvor han har en hovedroller, sammen med Heather Locklear. I denne film spiller han den unge charmerende Kyle, som forfører den lidt ældre Jackie.